# David Joerger
David Joerger, né le 21 février 1974, à Staples, dans le Minnesota, est un entraîneur de basket-ball.
Malgré un bilan de 39 victoires lors de la saison 2018-2019, soit le meilleur des Kings de Sacramento depuis la saison 2005-2006 ; Dave Joerger est limogé par Vlade Divac à la fin de la saison régulière